# لورانس دونيغان
لورانس دونيغان (بالإنجليزية: Lawrence Donegan)‏ هو عازف باس وصحفي بريطاني، ولد في 13 يوليو 1961.

## وصلات خارجية
- لورانس دونيغان على موقع ميوزك برينز (الإنجليزية)
- لورانس دونيغان على موقع ديسكوغز (الإنجليزية)